# Cantonul Villeneuve-sur-Lot-Nord
Cantonul Villeneuve-sur-Lot-Nord este un canton din arondismentul Villeneuve-sur-Lot, departamentul Lot-et-Garonne, regiunea Aquitania, Franța.

## Comune
- Lédat
- Villeneuve-sur-Lot (parțial, reședință)